# Drappès
Drappès est un aristocrate sénon, peuple dont le territoire est approximativement localisé dans l'actuel département de l'Yonne. Il nous est connu par cinq mentions de Jules César, dans ses Commentaires sur la Guerre des Gaules. Il est l'un des derniers chefs gaulois révoltés contre Rome après la défaite de Vercingétorix à Alesia en 52 av. J.-C. Il est vaincu et fait prisonnier lors de la prise d'Uxellodunum en pays cadurque en 51 av. J-C. Il meurt peu après.

## Contexte historique

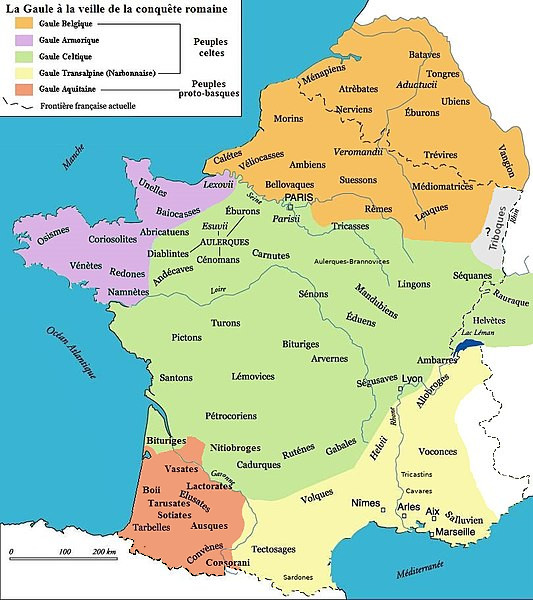
Carte des peuples celtes de Gaule.

Lors de la guerre des Gaules, de 58 à 51 av. J.-C., Jules César a dû faire face à de nombreuses révoltes, notamment l'insurrection générale de 52 av. J-C menée par Vercingétorix, roi des Arvernes. Les Sénons, probables clients des Éduens, se sont déjà révoltés avec leur chef Acco en 53 av. J.-C. puis sous la conduite de Camulogène en 52 av. J.-C., tué à la bataille de Lutèce. César y a installé son principal campement avec 6 légions. Les Sénons participent à nouveau à l'insurrection générale menée par Vercingétorix en 52 av. J.-C. et envoie des troupes dans l'armée de secours envoyée au siège d'Alesia. La défaite des Gaulois est décisive mais quelques rebelles résistent encore, notamment le Sénon Drappès.

## Biographie
Drappès ne nous est connu que par les cinq mentions du Commentaires sur la Guerre des Gaules de Jules César, plus précisément du livre VIII, écrit par son légat, Aulus Hirtius et qui relate la dernière année de guerre (51/50 av. J.-C.).
Il apparaît comme le commandant des derniers rebelles gaulois qui gagne le Sud-Ouest du pays, chez les Cadurques avec 5 000 hommes. Avec Lucterios, il y mène une révolte contre les Romains mais, chassé par le légat Caninius, il doit se réfugier à Uxellodunum, l'oppidum principal des Cadurques.
« 30. Après cette déroute, cinq mille hommes au plus furent recueillis par le Sénon Drappès, le même qui, à la première révolte de la Gaule, avait rassemblé une foule d'hommes perdus, promis la liberté aux esclaves, fait appel aux exilés de tous les pays, et enrôlé des brigands, avec lesquels il interceptait nos bagages et nos convois. Dès qu'on sut qu'il marchait sur la province, de concert avec le Cadurque Luctérios (qui déjà, comme, on l'a vu au livre précédent, avait voulu y faire une invasion, lors du premier soulèvement de la Gaule), (2) le lieutenant Caninius se mit à leur poursuite avec deux légions, pour éviter la honte de voir des hommes souillés de brigandages causer quelque effroi ou quelque dommage à notre province [...]
32. Drappès et Luctérios, apprenant l'arrivée des légions et de Caninius, sentirent que, poursuivis par l'armée, ils ne pourraient pénétrer sur le territoire de la province sans une perte certaine, ni continuer en liberté leurs courses et leurs brigandages. Ils s'arrêtèrent sur les terres des Cadurques. (2) Luctérios, qui avant ses revers avait eu beaucoup d'influence sur ses concitoyens, et à qui son audace, toujours prête à de nouvelles entreprises, donnait un grand crédit parmi les Barbares, vint, avec ses troupes, unies à celles de Drappès, occuper la place d'Uxellodunum, anciennement dans sa clientèle, et très forte par sa position. Il en gagna les habitants. »
— Jules César, Commentaires sur la Guerre des Gaules, livre VIII, 30 et 32
Assiégés dans l'oppidum par Caninius, Lucterios est fait prisonnier lors d'une sortie de ravitaillement et Drappès est fait prisonnier lors de la prise de la ville.
« 36. Après ce succès, Caninius apprit par des prisonniers qu'une partie des troupes était restée au camp avec Drappès, à une distance qui n'excédait pas douze milles. Cet avis lui ayant été confirmé par plusieurs rapports, il pensa que, l'autre chef étant en lutte, il lui serait aisé d'accabler dans leur effroi le reste des ennemis. Il regardait comme un grand bonheur qu'aucun de ceux qui avaient échappé au carnage n'eût rejoint le camp de Drappès, pour lui porter la nouvelle de cette défaite. (2) Ne trouvant nul danger à faire une tentative, il envoie en avant et fait marcher contre le camp ennemi toute la cavalerie, ainsi que de l'infanterie germaine dont les hommes sont si agiles ; il laisse une légion à la garde des trois camps, et se met en marche à la tête de l'autre sans bagages. (3) Lorsqu'il fut à peu de distance des ennemis, les éclaireurs qu'il avait détachés lui rapportèrent que les Barbares, négligeant les hauteurs, selon leur usage, avaient placé leur camp sur le bord d'une rivière, que les Germains et les cavaliers étaient tombés sur eux tout à fait à l'improviste, et que le combat était engagé. (4) Sur cet avis, il fait avancer la légion sous les armes et en ordre de bataille. Puis il donne partout le signal, et s'empare des hauteurs. Cela fait, les Germains et la cavalerie, à la vue des enseignes de la légion, combattent avec la plus grande vigueur ; (5) aussitôt toutes les cohortes chargent sur tous les points ; tout est tué ou pris ; le butin est immense ; Drappès lui-même est fait prisonnier dans ce combat. »
— Jules César, Commentaires sur la Guerre des Gaules, livre VIII, 36
Après la venue en personne de César à Uxellodunum pour la reddition de l'oppidum, Drappès se laisse mourir de faim, sans doute pour éviter le déshonneur d'être exhibé en triomphe.
« 44. Drappès, qui, ainsi que je l'ai dit, avait été fait prisonnier par Caninius, soit honte et douleur de sa captivité, soit crainte d'un supplice plus grand, s'abstint de nourriture pendant plusieurs jours, et mourut de faim. »
— Jules César, Commentaires sur la Guerre des Gaules, livre VIII, 44

## Portée
Il existe une rue Drapès à Sens, qui longe l'hôtel de ville, qui lui rend hommage.